# Euglossa perpulchra
Euglossa perpulchra is een vliesvleugelig insect uit de familie bijen en hommels (Apidae). De wetenschappelijke naam van de soort is voor het eerst geldig gepubliceerd in 2002 door Moure & Schlindwein.
De soort is alleen bekend uit het uiterste oosten van Brazilië.